# Marrowstone
Marrowstone est une île et une census-designated place (CDP) du comté de Jefferson dans l'État de Washington aux États-Unis. La population était de 844 habitants au recensement de 2010 pour une superficie de 16,4 km2.
Marrowstone tire son nom de Marrowstone Point, le point le plus au nord de l'île, baptisé ainsi par l'explorateur britannique George Vancouver en 1792 pour décrire le sol dur et argileux de la région.
Une étroite chaussée relie l'extrémité sud-ouest de l'île à l'extrémité sud de sa voisine Indian Island, celle-ci étant reliée par un étroit pont routier au continent. Les deux îles sont situées à l'entrée du Puget Sound en vis-à-vis de la grande île Whidbey.